# Дисеребротрииттербий
Дисеребротрииттербий — бинарное неорганическое соединение, интерметаллид
серебра и иттербия
с формулой Yb3Ag2,
кристаллы.

## Получение
- Сплавление стехиометрических количеств чистых веществ:

{\displaystyle {\mathsf {2Ag+3Yb\ {\xrightarrow {632^{o}C}}\ Ag_{2}Yb_{3}}}}

## Физические свойства
Дисеребротрииттербий образует кристаллы
тетрагональной сингонии, пространственная группа P  4/mbm, параметры ячейки a = 0,8219 нм, c = 0,4218 нм, Z = 2,
структура типа дисилицида триурана U3Si2
.
Соединение образуется по перитектической реакции при температуре 632 °C.